# Europacup I hockey mannen 2005
De 32ste Europcup I hockey voor mannen werd gehouden van 13 tot en met 16 mei 2005 in het Wagener-stadion in Amsterdam. Er deden acht teams mee, verdeeld over twee poules. Amsterdam H&BC won deze editie van de Europacup I.

## Poule-indeling

### Eindstand Groep A
| Team                   | Pnt | GS | W | G | V | DV | DT | DS |
| ---------------------- | --- | -- | - | - | - | -- | -- | -- |
| 1. Reading HC          | 9   | 3  | 3 | 0 | 0 | 9  | 2  | +7 |
| 2. Atlètic Terrassa    | 6   | 3  | 2 | 0 | 1 | 11 | 6  | +5 |
| 3. Western Wildcats HC | 3   | 3  | 1 | 0 | 2 | 3  | 7  | −4 |
| 4. Rot-Weiss Wettingen | 0   | 3  | 0 | 0 | 3 | 5  | 13 | −8 |

### Eindstand Groep B
| Team                      | Pnt | GS | W | G | V | DV | DT | DS  |
| ------------------------- | --- | -- | - | - | - | -- | -- | --- |
| 1. Amsterdam H&BC         | 9   | 3  | 3 | 0 | 0 | 21 | 4  | +17 |
| 2. Der Club an der Alster | 6   | 3  | 2 | 0 | 1 | 12 | 7  | +5  |
| 3. Royal Léopold Club     | 3   | 3  | 1 | 0 | 2 | 4  | 14 | −10 |
| 4. SK Slavia Praha        | 0   | 3  | 0 | 0 | 3 | 3  | 15 | −12 |

## Poulewedstrijden

### Vrijdag 13 mei 2005
- 10.00 A Atlétic Terrassa - Western Wildcats 3-0
- 12.00 A Reading - Rotweiss W. 3-1
- 14.00 B Club an der Alster - Slavia Praha (3-1) 6-1
- 16.00 B Amsterdam - Royal Léopold Club (2-0) 10-0

### Zaterdag 14 mei 2005
- 10.00 A Atlétic Terrassa - Rotweiss W. (4-2) 7-2
- 12.00 A Reading - Western Wildcats (2-2) 2-0
- 14.00 B Club an der Alster - Royal Léopold Club(1-0) 2-1
- 16.00 B Amsterdam - Slavia Praha (3-0) 6-0

### Zondag 15 mei 2005
- 10.00 A Rotweiss W. - Western Wildcats (0-2) 2-3
- 12.00 A Atlétic Terrassa - Reading (1-1) 1-4
- 14.00 B Royal Léopold Club - Slavia Praha (1-2) 3-2
- 16.00 B Club an der Alster - Amsterdam (1-1) 4-5

## Finales

### Maandag 16 mei 2005
- 09.00 4e A - 3e B Rotweiss W. - Royal Léopold Club (0-2) 0-5
- 10.00 3e A - 4e B Western Wildcats - Slavia Praha (1-1) 1-1 3-4 (na strafballen)
- 11.30 2e A - 2e B Atletic Terrassa - Club an der Alster (3-1) 6-2
- 14.00 1e A - 1e B Reading - Amsterdam 0-1

## Einduitslag
1.  Amsterdam H&BC 

2.  Reading HC 

3.  Atlètic Terrassa 

4.  Club an der Alster 

5.  Royal Léopold Club 

5.  SK Slavia Praha 

7.  Rot-Weiss Wettingen 

7.  Western Wildcats HC

## Kampioen
| Europacup I 2005          |
| ------------------------- |
| Amsterdam H&BC 1ste titel |